# Tonbruket
Tonbruket è un gruppo musicale svedese formatosi nel 2010. È costituito dai musicisti Andreas Werliin, Dan Berglund, Johan Lindström e Martin Hederos.

## Storia del gruppo
Dig It To The End (2011) è stato il loro primo album in studio a far l'ingresso nella Sverigetopplistan, esordendo al 30º posto della classifica. L'anno successivo hanno ricevuto un premio Grammis. Si sono portati a casa un ulteriore riconoscimento con Nubium Swimtrip, premiato col Grammis al jazz dell'anno.
Forevergreens (2016) ha fatto guadagnare al gruppo un terzo premio Grammis.

## Formazione
- Andreas Werliin
- Dan Berglund
- Johan Lindström
- Martin Hederos

## Discografia
- 2010 – Dan Berglund's Tonbruket
- 2011 – Dig It To The End
- 2013 – Nubium Swimtrip
- 2016 – Forevergreens
- 2018 – Live Salvation
- 2019 – Masters of Fog
- 2020 – Doom Country
- 2023 – Light Wood, Dark Strings